# Rożniaty (województwo podkarpackie)
Rożniaty – wieś w Polsce, położona w województwie podkarpackim, w powiecie mieleckim, w gminie Padew Narodowa.
| SIMC    | Nazwa       | Rodzaj    |
| ------- | ----------- | --------- |
| 0803437 | Czarna Rola | osada     |
| 0803383 | Jezioro     | część wsi |
| 0803443 | Niziny      | osada     |
| 0803390 | Podwale     | część wsi |
| 0803408 | Syberia     | część wsi |
| 0803450 | Wygoda      | osada     |
| 0803414 | Zaproza     | część wsi |
| 0803420 | Zawierzb    | część wsi |

W latach 1975–1998 miejscowość administracyjnie należała do województwa tarnobrzeskiego.
Przez wieś przepływa Kanał Chorzelowski. Na terenie miejscowości znajduje się Kaplica pw. Św. Józefa będąca jedną z dwóch kaplic Parafii pw. św. Wojciecha w Gawłuszowicach.
We wsi znajdują się dwa pomniki przyrody.